# Distretto di Xing'an
Il distretto di Xing'an (兴安区S, Xīng'ān QūP) è un distretto della Cina, situato nella provincia di Heilongjiang e amministrato dalla prefettura di Hegang.